# Цусимский обелиск
«Цусимский обелиск» (памятник героям броненосца «Император Александр III») — мемориал в Санкт-Петербурге, установленный в 1908 году в Никольском саду. Памятник посвящён морякам эскадренного броненосца «Император Александр III», погибшим в 1905 году во время Цусимского сражения. Мемориал выполнен по проекту архитектора Я. И. Филотея и скульптора А. Л. Обера. Памятник является объектом культурного наследия федерального значения.

## История
Сбор средств на сооружения памятника героям броненосца «Император Александр III» начался вскоре после Цусимского сражения по инициативе офицеров и матросов Гвардейского экипажа. Морской офицер Н. С. Путятин выполнил эскиз памятника, который 1907 году получил одобрение Николая II. Изготовление памятника было поручено архитектору Я. И. Филотею и скульптору А. Л. Оберу.

### Открытие
Торжественное открытие памятника состоялось 14 мая 1908 года — в третью годовщину Цусимского сражения. На церемонии присутствовал Гвардейский экипаж, вдовствующая императрица Мария Фёдоровна, королева греческая Ольга Константиновна, великие князья Алексей Александрович, Михаил Александрович и Константин Константинович.
Один из участников церемонии открытия так описывал её:
Тихо и торжественно шла церемония. Слезы царицы, неутешных вдов и матерей, сосредоточенное выражение моряков — все говорило, как дороги были вырванные безжалостной судьбой сослуживцы. Но вот запели «Вечную память», спала пелена и глазам зрителей представился обелиск, увенчанный бронзовым орлом, и даже этот символ силы и могущества наклонил свою голову, чтобы ближе быть к нам, к нашей печали.

Легкий ветерок осушил слезы. Царица встала с колен и возложила на памятник икону Св. Николая Чудотворца с трогательной надписью в память погибших. Раздалась команда, ряды матросов зашевелились, перестроились и под звуки своего марша прошли мимо памятника и своего Высочайшего шефа. Послышался ласковый, но еще расстроенный голос царицы в знак одобрения, и понеслось стройное «Рады стараться», в ответ на царское внимание. И уходя по судам, чины Экипажа уносили гордое чувство за погибших товарищей, исполнивших свой долг: «За братий, за други своя…»
В советское время ряд бронзовых деталей, в том числе доски с именами моряков, был утрачен. В 1973 году мемориал был отреставрирован, утраченные элементы были восстановлены в несколько изменённом виде.

## Описание
Четырёхгранный обелиск выполнен из красного полированного гранита. Он установлен на трёхступенчатом основании из чёрного гранита. Обелиск имеет ряд бронзовых декоративных деталей: барельеф с изображением броненосца, медальоны, доски с именами погибших моряков. На вершине обелиска — бронзовый орёл с крестом; ниже - бронзовые венки. Обелиск выполнен в стиле, характерном для тогдашнего Санкт-Петербурга и его пригородов. Высота обелиска составляет 8,5 м.